# Pararobertsita
La pararobertsita és un mineral de la classe dels fosfats.

## Característiques
La pararobertsita és un fosfat de fórmula química Ca₂Mn3+₃(PO₄)₃O₂·3H₂O. Va ser aprovada com a espècie vàlida per l'Associació Mineralògica Internacional l'any 1987, sent publicada per primera vegada el 1989. Cristal·litza en el sistema monoclínic. La seva duresa a l'escala de Mohs és 2. És una espècie dimorfa de la robertsita.
Segons la classificació de Nickel-Strunz, la pararobertsita pertany a «08.DH: Fosfats amb cations de mida mitjana i gran, (OH, etc.):RO₄ < 1:1» juntament amb els següents minerals: minyulita, leucofosfita, esfeniscidita, tinsleyita, jahnsita-(CaMnFe), jahnsita-(CaMnMg), jahnsita-(CaMnMn), keckita, rittmannita, whiteïta-(CaFeMg), whiteïta-(CaMnMg), whiteïta-(MnFeMg), jahnsita-(MnMnMn), kaluginita, jahnsita-(CaFeFe), jahnsita-(NaFeMg), jahnsita-(NaMnMg), jahnsita-(CaMgMg), manganosegelerita, overita, segelerita, wilhelmvierlingita, juonniïta, calcioferrita, kingsmountita, montgomeryita, zodacita, arseniosiderita, kolfanita, mitridatita, robertsita, sailaufita, mantienneïta, paulkerrita, benyacarita, xantoxenita, mahnertita, andyrobertsita, calcioandyrobertsita, englishita i bouazzerita.

## Formació i jaciments
Va ser descoberta a la mina Tip Top, situada a la localitat de Fourmile, al comtat de Custer (Dakota del Sud, Estats Units). També podria haver estat descrita a dues localitats de Polònia: Szklary i Piława Górna, ambdues al Voivodat de Baixa Silèsia.